# سهل بن حنيف
سَهْلُ بْنُ حُنَيفٍ (المتوفَّى سنة 38 هـ) صَحابي من الأنصار من بني حَنَشِ بْنِ عَوْفٍ من الأَوْس. شَهِدَ مع النبي محمد ﷺ المشاهد كلَّها، وثَبَتَ معه يومَ أُحُد. وصَحِبَ عليَّ بنَ أبي طالب بعد استخلافه، وولَّاه على المدينة المنورة والبصرة وبلاد فارس، وشَهِد معه وقعة صِفِّين.

## سيرته
أسلم سهل بن حنيف بن واهب بن العكيم الأنصاري، وهو من بني حنش بن عوف من الأوس، وأمه هند بنت رافع بن عميس من الجعادرة من الأوس، وأخوه لأبيه وأمه عثمان بن حنيف، وأخواه لأمه عبد الله والنعمان ابنا أبي حبيبة بن الأزعر من بني ضبيعة بن زيد من الأوس.
آخى النبي محمد بينه وبين علي بن أبي طالب، وشهد مع النبي محمد المشاهد كلها، وكان ممن ثبتوا معه يوم أحد، وجعل يرمي بالنبل، فقال النبي محمد لأصحابه: «نبّلوا سهلاً، فإنه سهل». وقال ابن شهاب الزهري: «لم يعط رسول الله من أموال بني النضير أحدًا من الأنصار إلا سهل بن حنيف وأبا دجانة سماك بن خرشة، وكانا فقيرين.»
صحب سهل بن حنيف علي بن أبي طالب لما استُخلف، فولاّه علي على المدينة المنورة لما خرج إلى البصرة، ثم استخلفه على البصرة بعد موقعة الجمل، ثم على بلاد فارس، فأخرجه أهلها، فاستعمل علي زياد بن أبيه، فرضوه، وأدوا الخراج. فعاد سهل، وشهد وقعة صفين مع علي.
توفي سهل بن حنيف سنة 38 هـ بالكوفة، وصلى عليه علي بن أبي طالب صلاة الجنازة، فكبّر خمسًا وقيل ستًا، ثم التفت فقال: «هذا سهل بن حنيف من أهل بدر. ولأهل بدر فضل على غيرهم، فأردت أن أعلمكم فضلهم». وكان لسهل بن حنيف من الولد أبو أمامة أسعد وعثمان أمهما حبيبة بنت أبي أمامة أسعد بن زرارة، وسعد أمه أم كلثوم بنت عتبة بن أبي وقاص، وعبد الله.

## روايته للحديث النبوي
- روى عن: النبي محمد وزيد بن ثابت.[7]
- روى عنه: ابناه أبو أمامة وعبد الله، وعبيد بن السباق وأبو وائل وعبد الرحمن بن أبي ليلى ويسير بن عمرو[2] وعبيد الله بن عبد الله بن عتبة وعمر بن عبد الرحمن بن عوف والرباب جدة عثمان بن حكيم بن عباد بن حنيف.[7]
- الجرح والتعديل: روى له الجماعة.[2][7]

## قصة إصابته بالحسد
روى سهل بن حنيف أنه خرج مع النبي محمد ﷺ في سفرة نحو مكة، حتى إذا كانوا بشعب يقال له شعب الخرَار بالجحفة، فاغتسل سهل، وكان أبيضًا حسن الجسم والجلد، فنظر إليه عامر بن ربيعة العدوي وهو يغتسل، فحسده لحُسن جسده. فأصُيب سهل حتى كان لا يرفع رأسه، ولا يُفيق. فشكى بعضهم ذلك للنبي محمد ﷺ، فسأل عمّن يتّهمونه في ذلك، فاتهموا عامر بن ربيعة، فدعاه النبي محمد ﷺ، وتغيَظ عليه، وأمره إن رأى ما يُعجبه أن يدعوا له بالبركة، ثم أمره بالاغتسال، وبعث بماء الغسل إلى دار سهل ليُصبّ عليه، فبرئ من الحسد.